# プルトヴィ・ロイ
プルトヴィ・クリシュナムルティ・ロイ（英語: Pruthvi Krishnamurthy Roy、2002年7月13日 - ）は、インドの男子バドミントン選手。

## 経歴
男子ダブルスでK. サイ・プラティークとペアを組む。
2024年のサイード・モディ・インターナショナルでは、決勝で中国の黄荻 / 劉陽に14-21, 21-19, 17-21で惜敗し準優勝。